# Saison 3 de C'est Moi le Chef !
Chronologie
Saison 2 Saison 4
Cet article présente le guide des épisodes de la troisième saison de la série télévisée américaine Last Man Standing.

## Généralités
- Elle a été diffusée du 20 septembre 2013 au 25 avril 2014  sur le réseau ABC.
- Au Canada, cette saison a été diffusée en simultané à partir de janvier 2014[1] sur Citytv (retirée de l'horaire en mars et retour en avril).
- La saison 3 est diffusée en Belgique sur RTL-TVI depuis le lundi 13 avril 2015,mais reste inédite dans les autres pays francophones.

### Synopsis
Mike Baxter est un heureux père de famille et un directeur marketing dans un magasin de sport à Denver, dans le Colorado. C'est également un homme vivant dans un monde dominé par les femmes en particulier dans sa maison avec sa femme et ses trois filles, dont l'une est une mère célibataire.

## Distribution de la saison

### Acteurs principaux
- Tim Allen (VF : Michel Papineschi) : Mike Baxter
- Nancy Travis (VF : Martine Irzenski) : Vanessa Baxter
- Amanda Fuller (VF : Audrey Sablé) : Kristin Beth Baxter
- Molly Ephraim (VF : Anouck Hautbois) : Amanda Elaine « Mandy » Baxter
- Kaitlyn Dever (VF : Leslie Lipkins) : Eve Baxter
- Christoph Sanders (VF : Hervé Grull) : Kyle Anderson
- Hector Elizondo (VF : François Jaubert) : Edward « Ed » Alzate
- Flynn Morrison (fy) : Boyd Baxter

## Épisodes

### Épisode 1:Multiculturalisme
- États-Unis : 20 septembre 2013 sur ABC
- Canada : 17 janvier 2014 sur Citytv
- Belgique : 13 avril 2015 sur RTL-TVI

- États-Unis : 6,67 millions de téléspectateurs[2] (première diffusion)

### Épisode 2:Leçons de conduite
- États-Unis : 27 septembre 2012 sur ABC
- Canada : 24 janvier 2014 sur Citytv[3]
- Belgique : 14 avril 2015 sur RTL-TVI

- États-Unis : 5,73 millions de téléspectateurs[4] (première diffusion)

### Épisode 3:Étudiante, mode d'emploi
- États-Unis : 4 octobre 2013 sur ABC
- Belgique : 15 avril 2015 sur RTL-TVI

- États-Unis : 6,22 millions de téléspectateurs[5] (première diffusion)

### Épisode 4:Ryan contre John Baker
- États-Unis : 11 octobre 2013 sur ABC
- Canada : 31 janvier 2014 sur Citytv
- Belgique : 16 avril 2015 sur RTL-TVI

- États-Unis : 6,03 millions de téléspectateurs[6] (première diffusion)

### Épisode 5:Boyd fête Halloween
- États-Unis : 18 octobre 2013 sur ABC
- Canada : 7 février 2014 sur Citytv
- Belgique : 21 avril 2015 sur RTL-TVI

- États-Unis : 6,19 millions de téléspectateurs[7] (première diffusion)

### Épisode 6:Votez larabee!
- États-Unis : 1er novembre 2013 sur ABC
- Canada : 14 février 2014 sur Citytv
- Belgique : 28 avril 2015 sur RTL-TVI

- États-Unis : 6,36 millions de téléspectateurs[8] (première diffusion)

### Épisode 7:Neige et concurrence
- États-Unis : 8 novembre 2013 sur ABC
- Canada : 10 janvier 2014 sur Citytv
- Belgique : 29 avril 2015 sur RTL-TVI

- États-Unis : 6,22 millions de téléspectateurs[9] (première diffusion)

### Épisode 8:Vanessa pistonne Kyle
- États-Unis : 15 novembre 2013 sur ABC
- Canada : 7 février 2014 sur Citytv
- Belgique : 5 mai 2015 sur RTL-TVI

- États-Unis : 6,15 millions de téléspectateurs[10] (première diffusion)

### Épisode 9:Thanksgiving
- États-Unis : 22 novembre 2013 sur ABC
- Canada : 14 février 2014 sur Citytv[11]
- Belgique : 8 mai 2015 sur RTL-TVI

- États-Unis : 6,21 millions de téléspectateurs[12] (première diffusion)

### Épisode 10:La fessée
- États-Unis : 6 décembre 2013 sur ABC
- Canada : 21 février 2014 sur Citytv[13]
- Belgique : 12 mai 2015 sur RTL-TVI

- États-Unis : 6,27 millions de téléspectateurs[14] (première diffusion)

### Épisode 11:La magie de Noël
- États-Unis : 13 décembre 2013 sur ABC
- Canada : 21 février 2014 sur Citytv[13]
- Belgique : 18 mai 2015 sur RTL-TVI

- États-Unis : 6,27 millions de téléspectateurs[15] (première diffusion)

### Épisode 12:Eve contre la tyrannie
- États-Unis /  Canada : 10 janvier 2014 sur ABC[16] / Citytv
- Belgique : 19 mai 2015 sur RTL-TVI

- États-Unis : 7,18 millions de téléspectateurs[17] (première diffusion)

### Épisode 13:Hyperactif
- États-Unis /  Canada : 17 janvier 2014 sur ABC / Citytv
- Belgique : 20 mai 2015 sur RTL-TVI

- États-Unis : 6,22 millions de téléspectateurs[18] (première diffusion)

### Épisode 14:Un nouveau nom pour l'école de Boyd
- États-Unis /  Canada : 24 janvier 2014 sur ABC / Citytv
- Belgique : 21 mai 2015 sur RTL-TVI

- États-Unis : 6,34 millions de téléspectateurs[19] (première diffusion)

### Épisode 15:Le taser
- États-Unis /  Canada : 31 janvier 2014 sur ABC / Citytv
- Belgique : 22 mai 2015 sur RTL-TVI

- États-Unis : 6,92 millions de téléspectateurs[20] (première diffusion)

### Épisode 16:Muffin l'étalon
- États-Unis /  Canada : 28 février 2014 sur ABC / Citytv
- Belgique : 26 mai 2015 sur RTL-TVI

- États-Unis : 6,37 millions de téléspectateurs[21] (première diffusion)

### Épisode 17:Le petit copain d'Eve
- États-Unis : 7 mars 2014 sur ABC
- Canada : 9 mai 2014 sur Citytv[22]
- Belgique : 27 mai 2015 sur RTL-TVI

- États-Unis : 6,38 millions de téléspectateurs[23] (première diffusion)

### Épisode 18:Le projet de Mandy
- États-Unis : 28 mars 2014 sur ABC
- Belgique : 28 mai 2015 sur RTL-TVI

- États-Unis : 6,47 millions de téléspectateurs[24] (première diffusion)

### Épisode 19:Peau de vache
- États-Unis /  Canada : 4 avril 2014 sur ABC / Citytv
- Belgique : 29 mai 2015 sur RTL-TVI

- États-Unis : 6,30 millions de téléspectateurs[25] (première diffusion)

### Épisode 20:Troisième âge
- États-Unis /  Canada : 11 avril 2014 sur ABC / Citytv
- Belgique : 1er juin 2015 sur RTL-TVI

- États-Unis : 5,90 millions de téléspectateurs[26] (première diffusion)

### Épisode 21:Avril viendra
- États-Unis /  Canada : 18 avril 2014 sur ABC / Citytv
- Belgique : 2 juin 2015 sur RTL-TVI

- États-Unis : 5,39 millions de téléspectateurs[27] (première diffusion)

### Épisode 22:Rodéo de mouton
- États-Unis /  Canada : 25 avril 2014 sur ABC[28] / Citytv
- Belgique : 3 juin 2015 sur RTL-TVI

- États-Unis : 6,10 millions de téléspectateurs[29] (première diffusion)